# Médecine ball

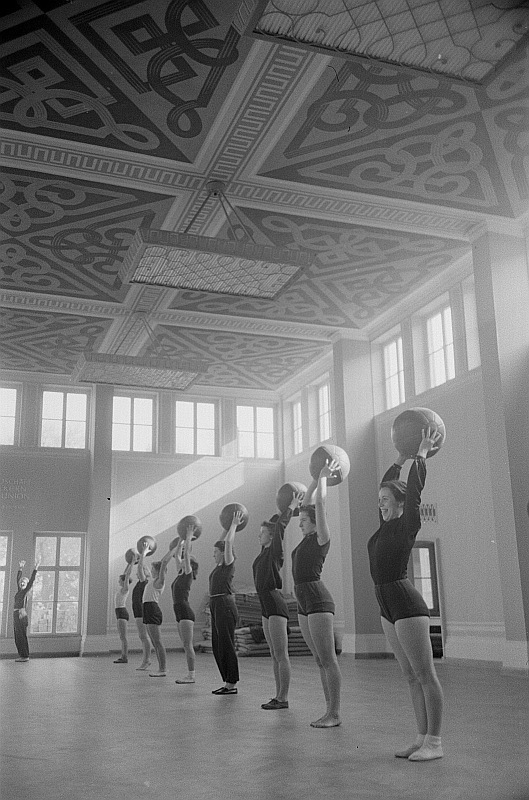
Athlètes faisant des exercices avec un médecine ball

Le médecine ball (ou medecine ball) est un ballon lesté d'un poids variant de un à dix kilos, et d'une taille proportionnelle à son poids, allant de celle d'un ballon de handball à légèrement supérieure à celle d'un ballon de basket. Il est souvent utilisé lors de rééducations par les kinésithérapeutes.
Ils sont utilisés en entraînement pliométrique pour augmenter la puissance des athlètes.